# Площа Колумба (Зеленоград)
Площа Колумба (раніше також Площа імені Колумба) — площа в Зеленоградському адміністративному окрузі Москви, названа на честь 500-річчя відкриття Америки Христофором Колумбом.

## Історія
Побудована в рамках будівництва зеленоградського Будинку піонерів (за проектом групи архітекторів під керівництвом І. О. Покровського, нині Зеленоградський палац творчості дітей і молоді). Відкрита 9 вересня 1989 року.
Спочатку безіменна площа отримала назву Площа Колумба 12 жовтня 1992 року під час всесвітнього святкування 500-річчя відкриття Америки Христофором Колумбом. На церемонії відкриття меморіальної таблички були присутні посли Іспанії, ряду держав Латинської Америки і Карибського басейну, делегації посольств США, Італії і Португалії.
|  | Площа імені Колумба названа 12 жовтня 1992 року в день 500-річчя відкриття Америки - «Зустрічі двох світів» Оригінальний текст (рос.) Площадь имени Колумба наименована 12 октября 1992 года в день 500-летия открытия Америки — «Встречи двух миров» |